# Anuncio de Señales y Frenado Automático
Pour les articles homonymes, voir ASFA.

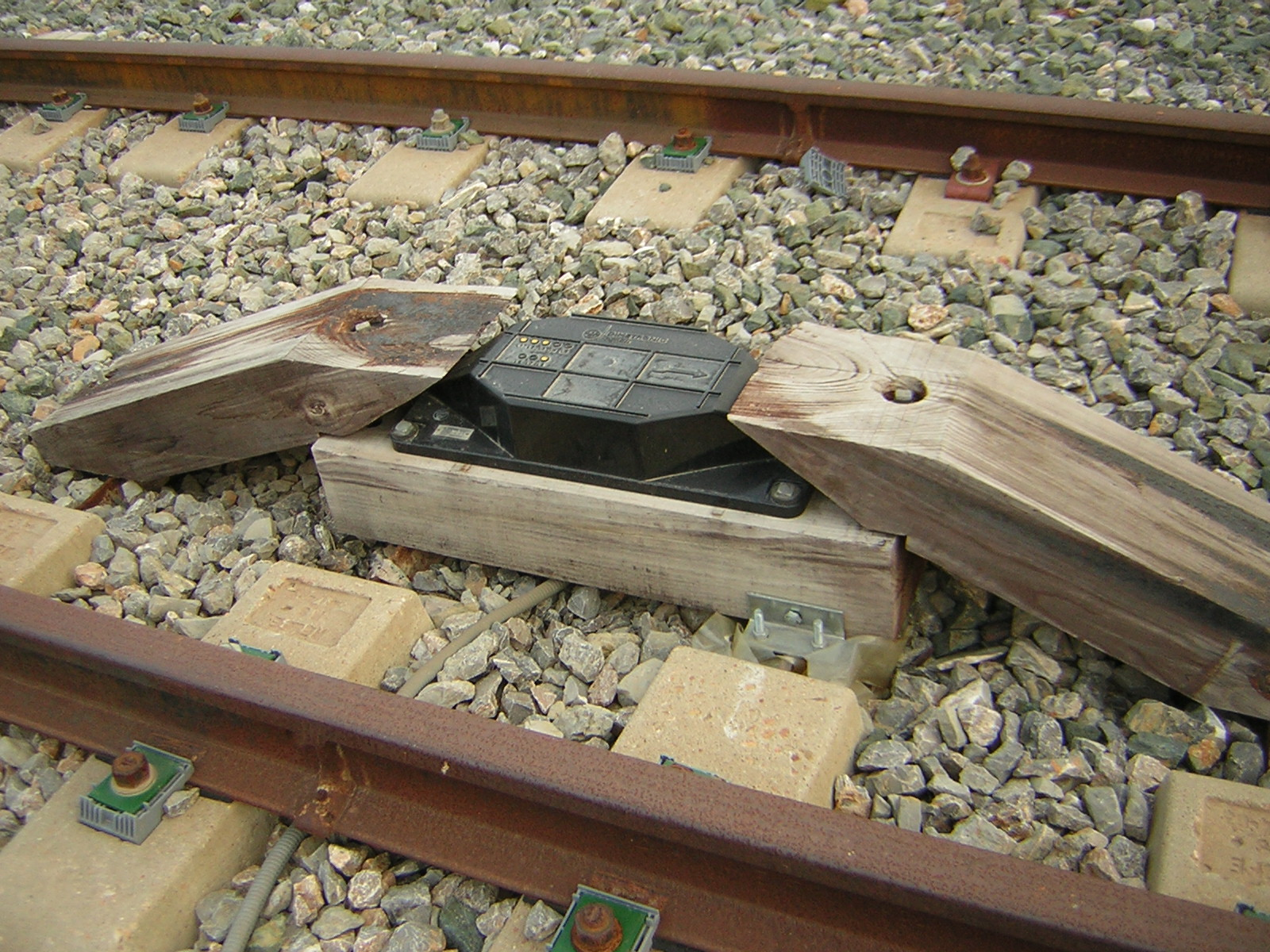
Balise ASFA

L'ASFA (Anuncio de Señales y Frenado Automático, annonce des signaux et freinage automatique) est un système de répétition des signaux et dans certains cas de contrôle de la vitesse utilisé sur la plus grande partie du réseau ferré espagnol (Adif, FEVE, FAP, et FGC).

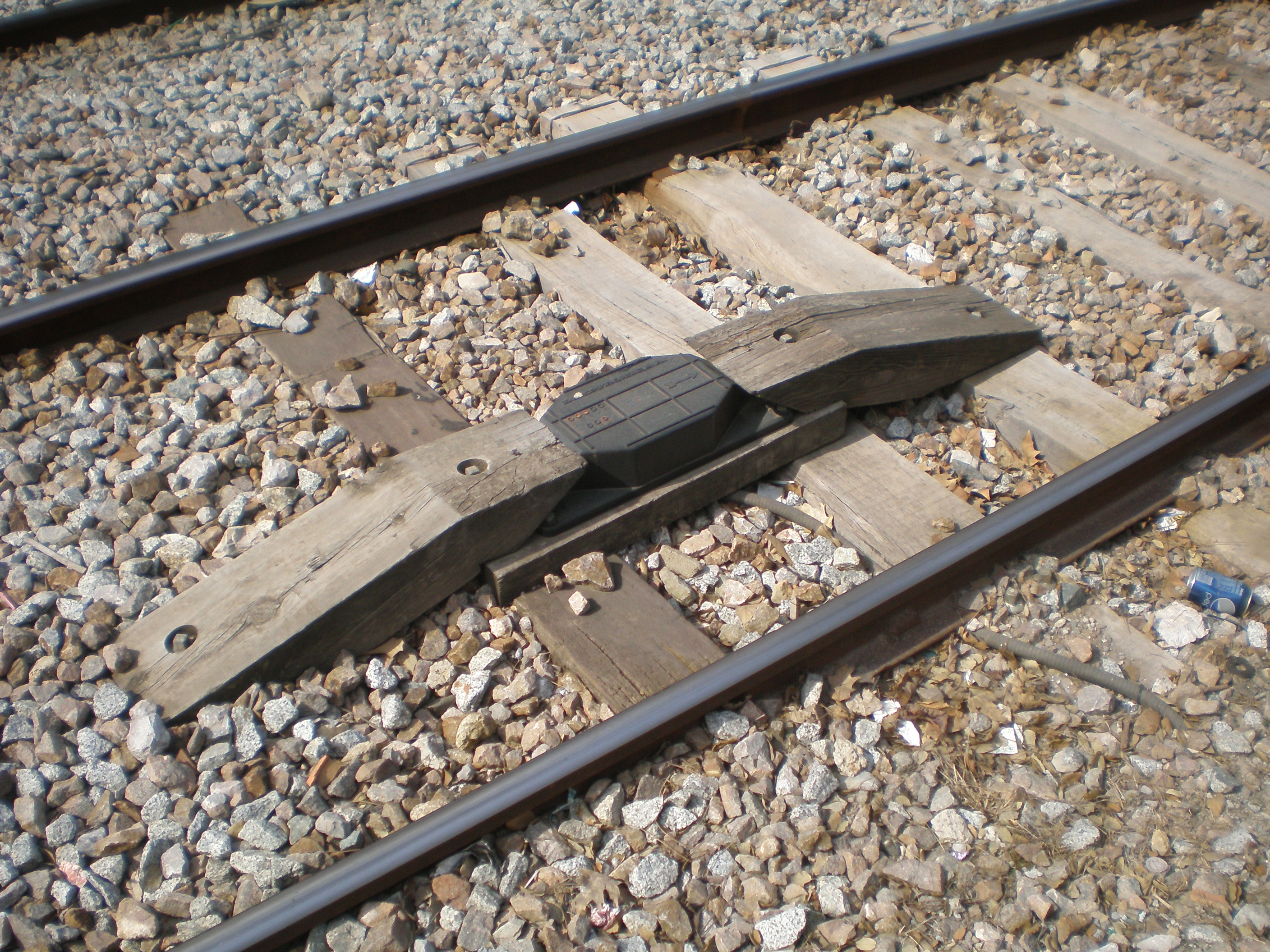
Balise ASFA à la gare de Mollet-Santa Rosa (Mollet del Vallès, Catalogne).

## Historique et variantes

### ASFA "clásico"
Système original datant des années 1970, il est utilisé jusqu'à 160 km/h.

### ASFA FAP
Version des Ferrocarrils de la Generalitat de Catalunya.

### ASFA 200
Autorise des vitesses jusqu'à 200km/h et des courbes de vitesse.

### ASFA 200 AVE
Identique à l'ASFA 200 mis à part des sections plus longues.

### ASFA "digital"
Équipement de bord modernisé (les balises au sol sont inchangées).

## Caractéristiques
Des balises sont placées dans la voie à environ 5 mètres du signal correspondant, ainsi qu'à environ 300 mètres des signaux d'arrêt protégés. Les premières sont appelées baliza de pie de señal, et les secondes baliza previa. Elles sont passives[réf. nécessaire] et émettent un signal à différentes fréquences suivant la situation :
| Nom    | Fréquence                                                                | Description                                      |
| ------ | ------------------------------------------------------------------------ | ------------------------------------------------ |
| L1     | 60 kHz                                                                   | Annonce d'arrêt ou autre restriction             |
| L2     | 64 kHz                                                                   | Vía Libre condicional (introduit par l'ASFA 200) |
| L3     | 68,3 kHz                                                                 | Voie libre, ou passage à niveau protégé          |
|        | 3 fréquences prévues mais non utilisées actuellement (voir ASFA Digital) |                                                  |
| L7     | 88,5 kHz                                                                 | Signal suivant à l'arrêt (baliza previa)         |
| L8     | 95,5 kHz                                                                 | Arrêt                                            |
| Alarme | 99,3 kHz                                                                 | Erreur                                           |

Le conducteur reçoit une information dans le poste de conduite, qu'il doit acquitter dans certains cas.
Un contrôle de la vitesse est réalisé au passage de la baliza previa si le signal approché est à l'arrêt ; la vitesse autorisée dépend du type de train :
| Type de train ADIF | Vitesse |
| ------------------ | ------- |
| 50, 60 ou 70       | 35 km/h |
| 80, 90 ou 100      | 50 km/h |
| 110 ou +           | 60 km/h |

Un freinage d'urgence est provoqué si la vitesse est supérieure.